# Haruhiko Takimoto
Haruhiko Takimoto (jap. 滝本 晴彦, Takimoto Haruhiko; * 20. Mai 1997 in der Präfektur Ibaraki) ist ein japanischer Fußballspieler. 

## Karriere
Haruhiko Takimoto erlernte das Fußballspielen in der Jugendmannschaft von Kashiwa Reysol. Hier unterschrieb er 2016 auch seinen ersten Profivertrag. Der Verein aus Kashiwa, einer Großstadt in der Präfektur Chiba auf Honshū, der Hauptinsel Japans, spielte in der höchsten Liga des Landes, der J1 League. 2018 musste er mit dem Club den Weg in die Zweitklassigkeit antreten. Ein Jahr später wurde er mit dem Club Meister der J2 League und stieg direkt wieder in die erste Liga auf. Sein Erstligadebüt gab er am 22. Februar 2020 im Heimspiel gegen Hokkaido Consadole Sapporo, als er in der 81. Minute für Kim Seung-gyu eingewechselt wurde. Im Januar 2022 wechselte er auf Leihbasis nach Imabari zum Drittligisten FC Imabari. Für Imabari stand er viermal zwischen den Pfosten. Nach der Ausleihe wurde er von Imabari im Februar 2023 fest unter Vertrag genommen. Am Ende der Saison 2024 wurde er mit Imabari Vizemeister der dritten Liga und stieg somit in die zweite Liga auf. Nach dem Aufstieg wurde sein Vertrag nicht verlängert.

## Erfolge
Kashiwa Reysol
- Japanischer Zweitligameister: 2019

FC Imabari
- Japanischer Drittligavizemeister: 2024  ▲